# Left Behind
pentru un episod din Lost vezi Left Behind
Left Behind este o serie de 16 romane de Tim LaHaye și Jerry B. Jenkins  care tratează teme despre sfârșitul lumii.

## Lista cărților
| Ordinea cronologică | Ordinea apariției | Titlu (cu subtitlu)                                                        | Apariție |
| ------------------- | ----------------- | -------------------------------------------------------------------------- | -------- |
| 1                   | 13                | The Rising: Antichrist is Born: Before They Were Left Behind               | 2005     |
| 2                   | 14                | The Regime: Evil Advances: Before They Were Left Behind #2                 | 2005     |
| 3                   | 15                | The Rapture: In the Twinkling of an Eye: Countdown to Earth's Last Days #3 | 2006     |
| 4                   | 1                 | Left Behind: A Novel of the Earth's Last Days                              | 1995     |
| 5                   | 2                 | Tribulation Force: The Continuing Drama of Those Left Behind               | 1996     |
| 6                   | 3                 | Nicolae: The Rise of Antichrist                                            | 1997     |
| 7                   | 4                 | Soul Harvest: The World Takes Sides                                        | 1999     |
| 8                   | 5                 | Apollyon: The Destroyer Is Unleashed                                       | 1999     |
| 9                   | 6                 | Assassins: Assignment: Jerusalem, Target: Antichrist                       | 1999     |
| 10                  | 7                 | The Indwelling: The Beast Takes Possession                                 | 2000     |
| 11                  | 8                 | The Mark: The Beast Rules the World                                        | 2000     |
| 12                  | 9                 | Desecration: Antichrist Takes the Throne                                   | 2001     |
| 13                  | 10                | The Remnant: On the Brink of Armageddon                                    | 2002     |
| 14                  | 11                | Armageddon: The Cosmic Battle of the Ages                                  | 2003     |
| 15                  | 12                | Glorious Appearing: The End of Days                                        | 2004     |
| 16                  | 16                | Kingdom Come: The Final Victory                                            | 2007     |